# Шуштари, Нур-Али
Нур-Али Шуштари (перс. نورعلی شوشتری‎; 1948, Нишапур — 18 октября 2009, Пишин, Иран) — иранский военачальник, бригадный генерал, заместитель командующего сухопутными силами Корпуса стражей Исламской революции. Двоюродный брат министра юстиции Исмаила Шуштари.
В 1999 г. после подавления студенческих волнений в Тегеране он был одним из 24 офицеров КСИР, которые написали письмо президенту Мохаммаду Хатами, выразив свою озабоченность произошедшим и недовольство тем, что к подавлению выступлений была привлечена армия.

## Ирано-иракская война
Во время войны с Ираком командовал 8-й бригадой и бригадой «Наджаф» Корпуса стражей Исламской революции. Позже командовал 25-й пехотной дивизией «Наср» КСИР в провинции Хорасан.

## Гибель
Погиб во время теракта 18 октября 2009 года в иранской провинции Систан и Белуджистан во время встречи с местными старейшинами.